# Hans Kelsen
Hans Kelsen AFI [ˈhans ˈkɛlsən]; (Praga, Imperi Austrohongarès, 1881- Orinda, Berkeley, Estats Units, 1973) fou un jurista, filòsof, professor i polític austríac d'origen jueu. És considerat un dels juristes més importants del segle xx.
És autor de la constitució austríaca de 1920, que encara en gran manera continua vigent. A causa de l'augment del totalitarisme a Àustria (i un canvi constitucional de 1929) Kelsen se'n va anar a Alemanya el 1930 però va ser obligat a abandonar aquest lloc després de la presa del poder de Hitler el 1933 a causa de la seva ascendència jueva. Aquest any va partir a Ginebra i després es va traslladar als Estats Units el 1940. El 1934, Roscoe Pound va qualificar Kelsen com "el jurista més important del moment". Mentre s'estigué a Viena, Kelsen va conèixer Sigmund Freud i el seu cercle i va escriure sobre la psicologia social i la sociologia.
Als anys quaranta, la reputació de Kelsen ja estava ben establerta als Estats Units per la seva defensa de la democràcia i per la seva teoria pura del dret. L'envergadura acadèmica de Kelsen va superar per si sola la teoria legal i es va estendre a la filosofia política i la a teoria social també. La seva influència abastà els camps de la filosofia, la ciència jurídica, la sociologia, la teoria de la democràcia i les relacions internacionals.
A les darreries de la seva carrera a la Universitat de Califòrnia a Berkeley, tot i que es va retirar oficialment el 1952, Kelsen va reescriure el seu llibre curt de 1934, Reine Rechtslehre (Teoria pura del dret), en un "segona edició" molt ampliada publicada el 1960 (va aparèixer en una traducció anglesa el 1967). Al llarg de la seva carrera activa, Kelsen també va contribuir significativament a la teoria de la revisió judicial, la teoria jeràrquica i dinàmica del dret positiu i la ciència del dret. En filosofia política, va ser un defensor de la teoria de la identitat del dret estatal i un defensor de la contrastació explícita dels temes de centralització i descentralització en la teoria del govern. Kelsen també va ser un defensor de la posició de separació dels conceptes d'Estat i de societat en la seva relació amb l'estudi de la ciència del dret.
La recepció i la crítica de l'obra i les contribucions de Kelsen han estat extenses, tant amb partidaris com en detractors ardents. Les contribucions de Kelsen a la teoria legal dels processos de Nuremberg van rebre el suport i foren i contestades per diversos autors, incloent Dinstein a la Universitat hebrea de Jerusalem. La defensa neokantiana del positivisme legal continental de Kelsen va rebre el suport de H. L. A. Hart en la seva forma contrastada de positivisme jurídic angloamericà, que va ser debatut en la seva forma angloamericana per erudits com Ronald Dworkin i Jeremy Waldron.

## Biografia
Kelsen va néixer a Praga en una família jueva de classe mitjana, de parla alemanya. El seu pare, Adolf Kelsen, era de Galítsia i la seva mare, Auguste Löwy, era de Bohèmia. Hans va ser el seu primer fill; hi hauria dos germans més petits i una germana. La família es va traslladar a Viena el 1884, quan Hans tenia tres anys. Després de graduar-se a l'Akademisches Gymnasium, Kelsen va estudiar dret a la Universitat de Viena, on s'hi doctorà en dret (Juris Doctor) el 18 de maig de 1906 i el 1911 s'habilità en dret constitucional i filosofia del dret. També va assistir a un seminari a la Universitat de Heidelberg, on va conèixer el professor Georg Jellinek (1851-1911). Un dels seus companys d'escola al gymnasium fou Ludwig von Mises, posteriorment professor d'economia i defensor del liberalisme econòmic.
Dues vegades en la seva vida Kelsen va canviar de credo religiós. En el moment de la seva dissertació sobre Dante i el catolicisme, Kelsen va ser batejat com a catòlic romà el 10 de juny de 1905. El 25 de maig de 1912 es va casar amb Margarete Bondi (1890–1973), els dos s'havien convertit alguns dies abans al luteranisme de la Confessió d'Augsburg; la parella va tenir dues filles: Hanna (1914-2001) i Maria (1915-1994).

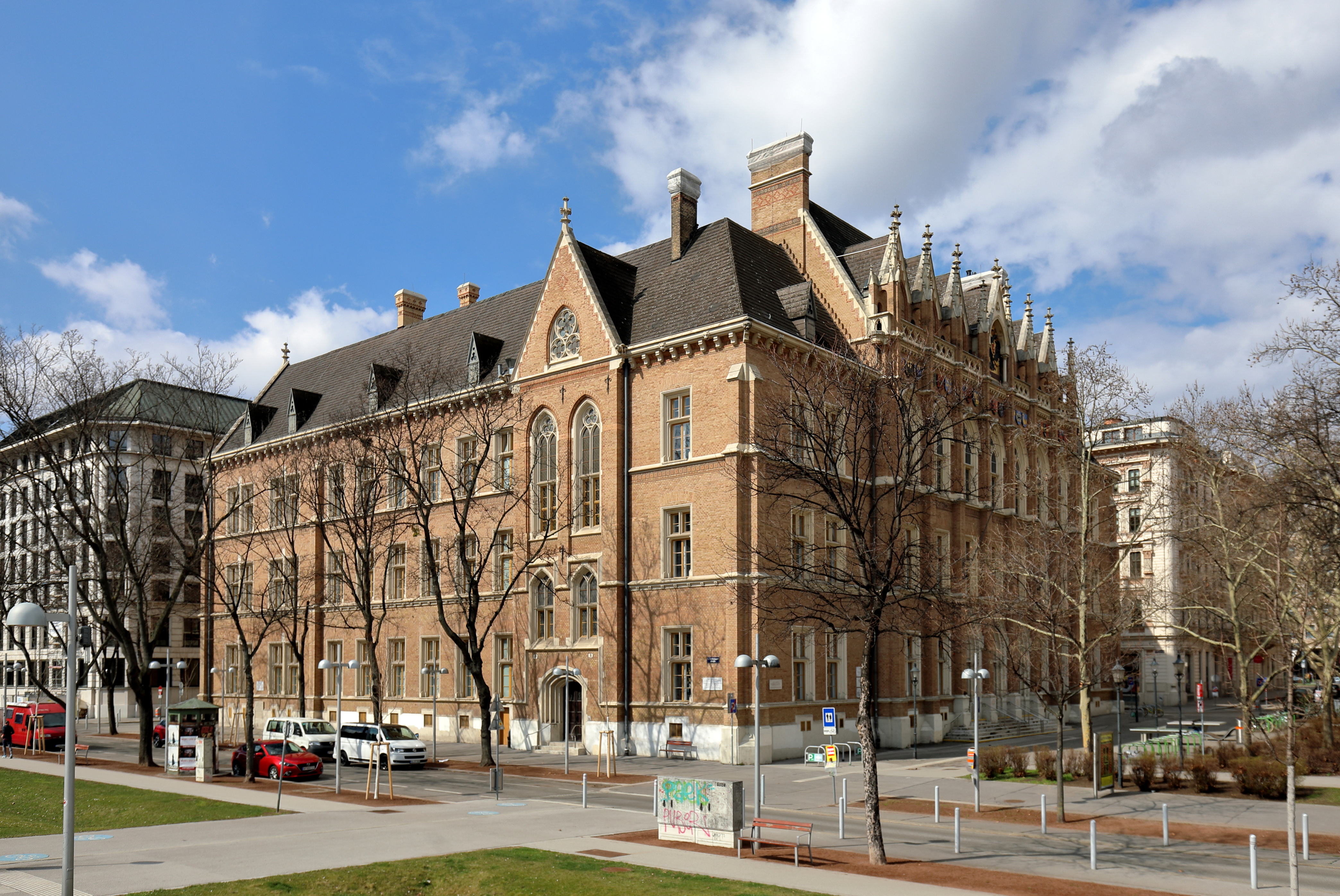
L'Akademisches Gymnasium de Viena on va estudiar Kelsen.

### Kelsen i els seus anys a Àustria fins al 1930
La tesi doctoral de Kelsen sobre la teoria de l'estat de Dante el 1905 es va convertir en el seu primer llibre sobre teoria política. En aquest llibre, Kelsen va expressar la seva preferència per la lectura de La Divina Comèdia de Dante Alighieri, basada en una al·legoria política. L'estudi fa un examen rigorós de la "doctrina de les dues espases" del papa Gelasi I, juntament amb sentiments diferents de Dante en els debats catòlics entre els güelfs i gibel·lins. La conversió de Kelsen al catolicisme va ser contemporània a la finalització del llibre el 1905. El 1908, Kelsen va aconseguir una beca de recerca que li va permetre assistir a la Universitat de Heidelberg durant tres semestres consecutius, on va estudiar amb el distingit jurista Georg Jellinek abans de tornar a Viena.
El capítol final de l'estudi de Kelsen sobre l'al·legoria política a Dante també va ser important per emfatitzar el camí històric particular que va conduir directament al desenvolupament de la llei moderna al segle xx. Després de destacar la importància de Dante per a aquest desenvolupament de la teoria legal, Kelsen va indicar llavors la importància històrica de Nicolau Maquiavel i Jean Bodin d'aquestes transicions històriques en la teoria legal que condueixen a la llei moderna del segle xx. En el cas de Maquiavel, Kelsen va veure un important contraexemple d'una part executiva exagerada del govern que funcionava sense restriccions legals efectives sobre una conducta responsable. Per a Kelsen, això seria fonamental en l'orientació del seu propi pensament jurídic en la direcció d'un govern estatal de dret, amb un èmfasi especial en la importància central d'un poder de revisió judicial plenament elaborat.
L'estada de Kelsen a Heidelberg va tenir una importància duradora, ja que va començar a consolidar la seva posició respecte de la identitat del dret i de l'estat des dels primers passos que va observar en ser adoptat per Jellinek. La realitat històrica de Kelsen havia d'estar envoltada de les teories dualistes de la llei i de l'estat que prevalien en el seu temps. La qüestió principal per a Jellinek i Kelsen, com va dir Baume és
| « | Com es pot reconciliar la independència de l'estat en una perspectiva dualista amb el seu estat (com) representatiu de l'ordre legal? Per als teòrics dualistes hi ha una alternativa a les doctrines monistes: la teoria de l'autolimitació de l'Estat. Georg Jellinek és un representant eminent d'aquesta teoria, que permet evitar que es redueixi l'estat a una persona jurídica, i que també expliqui la relació positiva entre dret i estat. L'auto-limitació de l'esfera de l'estat pressuposa que l'estat, com a poder sobirà, pels límits que imposa a si mateix, es converteix en un estat de dret. | » |

Per a Kelsen, això era adequat en la mesura en què era i encara romania com una doctrina dualista i, per tant, Kelsen ho va rebutjar tot afirmant:
| « | El problema de l'anomenada obligació automàtica de l'Estat és un d'aquests pseudoproblemes que resulten del dualisme erroni de l'Estat i el dret. Aquest dualisme es deu, al seu torn, a una fal·làcia de la qual trobem nombrosos exemples en la història de tots els camps del pensament humà. El nostre desig de representació intuïtiva de les abstraccions ens porta a personificar la unitat de un sistema i, posteriorment, una hipotesïització de la personificació. El que originalment era només una manera de representar la unitat d'un sistema d'objectes es converteix en un objecte nou que existeix per si mateix. | » |

Kelsen es va unir a aquesta crítica pel distingit jurista francès Léon Duguit, que va escriure el 1911:
| « | La teoria de l'autolimitació (contra Jellinek) conté alguna cosa real. La subordinació voluntària no és subordinació. L'Estat no es troba realment limitat per la llei si l'estat només pot introduir i escriure aquesta llei i, si pot en qualsevol moment, realitzar qualsevol canvi que vulgui fer. Aquest tipus de fonament del dret públic és clarament i extremada fràgil. | » |

Com a resultat, Kelsen va consolidar la seva posició donant suport a la doctrina de la identitat del dret i de l'estat.
El 1911, va obtenir la seva habilitació (llicència per a impartir classes a la universitat) en dret públic i filosofia del dret, amb una tesi que es va convertir en el seu primer treball important sobre la teoria legal.Hauptprobleme der Staatsrechtslehre entwickelt aus der Lehre vom Rechtssatze ("Principals problemes de teoria del dret públic, desenvolupats a partir de la teoria de la declaració legal". El 1917 Kelsen es va convertir en professor associat de dret administratiu a la Universitat de Viena. i el 1919 en professor titular, on va crear i editar la Zeitschrift für öffentliches Recht ("Revista de dret públic"). Entre els seus estudiants es poden esmentar Hersch Lauterpacht i Leo Gross.
A instàncies del canceller Karl Renner, Kelsen va treballar en la redacció d'una nova constitució austríaca, promulgada el 1920. El document encara constitueix la base del dret constitucional austríaa. Kelsen va ser nomenat membre vitalici del Tribunal Constitucional. L'èmfasi de Kelsen durant aquests anys en forma continental del positivisme legal va començar a prosperar des del punt de vista del seu monisme d'estat de dret, una mica basat en els exemples anteriors del positivisme legal continental que es trobava en erudits del dualisme estatutari com ara Paul Laband (1838–1918) i Carl Friedrich von Gerber (1823–1891).
Durant els primers anys de la dècada del 1920 va publicar sis obres principals en les àrees de govern, dret públic i dret internacional: el 1920, Das Problem der Souveränität und die Theorie des Völkerrechts (El problema de la sobirania i la teoria del dret internacional) i Vom Wesen und Wert der Demokratie (Sobre l'essència i el valor de la democràcia); el 1922, Der soziologische und der juristische Staatsbegriff (Els conceptes sociològics i jurídics de l'Estat); ek 1923, Österreichisches Staatsrecht (Dret públic austríac); i, el 1925, Allgemeine Staatslehre (Teoria general de l'Estat), juntament amb Das Problem des Parlamentarismus (El problema del parlamentarisme). A les darreries de la dècada del 1920 van arribar Die philosophischen Grundlagen der Naturrechtslehre und des Rechtspositivismus (Els fonaments filosòfics de la doctrina del dret natural i el positivisme jurídic).

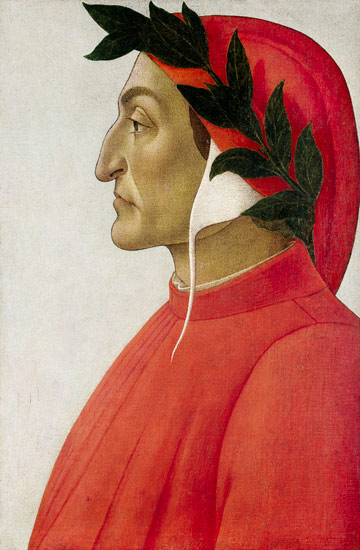
La tesi de Kelsen, de 1905, tractava de l'al·legoria política a Dante Alighieri (oli de Botticelli).

Durant la dècada de 1920, Kelsen va continuar promovent la seva famosa teoria de la identitat de dret i estat, que va fer que els seus esforços fossin un contrapunt a la posició de Carl Schmitt que defensava la prioritat de les preocupacions polítiques de l'Estat. Kelsen va rebre el suport d'Adolf Merkl i Alfred Verdross, mentre que l'oposició a la seva opinió va ser expressada per Erich Kaufman, Hermann Heller i Rudolf Smend.Una part important del principal llegat pràctic de Kelsen és haver estat l'inventor del model europeu modern de control de constitucionalitat. Aquesta va ser introduïda per primera vegada a Àustria i Txecoslovàquia el 1920, i posteriorment a la [República Federal d'Alemanya], Itàlia, Espanya, Portugal, així com a molts països d'Europa central i oriental.
Tal com es va descriure anteriorment, el model judicial kelsenià establia un tribunal constitucional separat que hauria de tenir la responsabilitat exclusiva de les disputes constitucionals dins del sistema judicial. Kelsen va ser l'autor principal dels seus estatuts a la constitució estatal d'Àustria, tal com es documenta en l seu llibre de 1923 citat anteriorment. Això és diferent del sistema habitual als països del common law, incloent-hi els Estats Units, en què els tribunals de jurisdicció general des del nivell de jutjat de primera instància fins al tribunal de darrera instància solen tenir competències de revisió constitucional. Després d'ampliar la controvèrsia política sobre alguns càrrecs del Tribunal Constitucional d'Àustria, Kelsen es va enfrontar a una pressió creixent de l'administració que el va nomenar per abordar específicament els problemes i els casos relacionats amb la provisió de disposicions sobre divorcis en el dret estatal de família. Kelsen es va inclinar per una interpretació liberal de la disposicions sobre el divorci, mentre que l'administració que l'havia designat originalment responia a la pressió pública perquè el país predominantment catòlic prengués una posició més conservadora sobre la qüestió del divorci. En aquest clima cada vegada més conservador, Kelsen, que es considerava simpatitzant dels socialdemòcrates, tot i que no era membre del partit, va ser retirat del tribunal el 1930.

### Kelsen i els seus anys europeus entre 1930 i 1940
En el seu recent llibre sobre Kelsen, Sandrine Baumeha resumit l'enfrontament entre Kelsen i Schmitt al principi dels anys trenta. Aquest debat consistia a reafirmar la forta defensa de Kelsen del principi de la revisió judicial contra el principi d'una versió autoritària de la branca executiva del govern que Schmitt havia previst per al nacional socialisme a Alemanya. Kelsen va escriure la seva resposta mordaç a Schmitt en el seu assaig de 1931, "Qui hauria de ser el guardià de la Constitució?", en el qual va defensar de forma clara la importància de la revisió judicial sobre i contra l'excessiva forma de govern autoritari executiu que Schmitt promulgava a principis dels anys trenta. Com assenyala Baume,
| « | Kelsen defensava la legitimitat del tribunal constitucional combatent els motius que Schmitt cita per assignar el paper del guardià de la Constitució al president del Reich. La disputa entre aquests dos juristes era quin havia de ser el cos de l'estat que hauria de tenir assignada la funció de guardià de la Constitució alemanya. Kelsen pensava que aquesta missió hauria de ser conferida al poder judicial, especialment al Tribunal Constitucional. | » |

Tot i que Kelsen va tenir èxit en l'elaboració de seccions per a la Constitució a Àustria per a un fort tribunal de revisió judicial, els seus simpatitzants a Alemanya van tenir menys èxit. Tant Heinrich Triepel el 1924 com Gerhard Anschütz el 1926 no van reeixir en el seu esforç explícit per inculcar una forta versió de revisió judicial a la Constitució alemanya de Weimar.
Kelsen va acceptar una càtedra a la Universitat de Colònia el 1930. Quan els nacionalsocialistes van arribar al poder a Alemanya el 1933, va ser cessat en el seu càrrec. Es va traslladar a Ginebra, Suïssa on va ensenyar dret internacional a l'Institut d'Estudis Internacionals del 1934 al 1940. Durant aquest període, Hans Morgenthau va partir d'Alemanya per completar la seva tesi d'habilitació a Ginebra, que va donar lloc al seu llibre La realitat de les normes i, en particular, a les normes del dret internacional: fonaments d'una teoria de les normes. Amb una notable sort per a Morgenthau, Kelsen acabava d'arribar a Ginebra com a professor i es va convertir en assessor de la tesi de Morgenthau. Kelsen va ser un dels crítics més forts de Carl Schmitt perquè Schmitt defensava la prioritat de les preocupacions polítiques de l'Estat sobre l'adhesió de l'Estat a l'estat de dret. Kelsen i Morgenthau es van unir contra aquesta escola nacionalsocialista d'interpretació política que descomponia l'estat de dret, i es van convertir en col·legues durant la resta de la seva vida, fins i tot després que tots dos haguessin emigrat d'Europa per assumir els seus respectius càrrecs acadèmics als Estats Units. Durant aquests anys, Kelsen i Morgenthau es van convertir en persona non grata a Alemanya durant el ple ascens al poder del nacionalsocialisme.
Que Kelsen va ser el principal defensor de l'Habilitationschrift de Morgenthau es documenta recentment en el llibre de Morgenthau titulat The Concept of the Political. En l'assaig introductori del volum, Behr i Rosch indiquen que a la facultat de Ginebra sota els examinadors Walther Burckhardt i Paul Guggenheim eren inicialment bastant negatius pel que fa a l'Habilitationschrift de Morgenthau.
Quan Morgenthau va haver trobat un editor de París per al volum, va demanar a Kelsen que el tornés a avaluar. En paraules de Behr i Rosch, "Kelsen va ser l'elecció correcta per avaluar la tesi de Morgenthau, ja que no només era un estudiós sènior en Staatslehre, sinó que la tesi de Morgenthau era també un examen crític del positivisme legal de Kelsen. Era a Kelsen a qui Morgenthau devia la seva habilitació a Ginebra, com el biògraf de Kelsen Rudolf Aladár Métallconfirma, i també, eventualment, la seva posterior carrera acadèmica, ja que Kelsen va produir l'avaluació positiva que va convèncer la junta d'examens de concedir a Morgenthau la seva habilitació.
El 1934, a l'edat de 52 anys, publicà la primera edició de Reine Rechtslehre (Teoria pura del dret). Mentre era a Ginebra, es va interessar més profundament pel dret internacional. Aquest interès en el dret internacional en Kelsen va ser en gran manera en reacció al Pacte Briand-Kellogg de 1929 i la seva reacció negativa a l'immens idealisme que veia representat a les seves pàgines, juntament amb el reconeixement de sancions per les il·lícites accions dels estats bel·ligerants. Kelsen havia arribat a endossar fortament la teoria de la llei sobre sancions-delictes, que considerava substancialment subrepresentada al Pacte Briand-Kellogg. El 1936-1938 va ser breument professor a la Universitat Alemanya de Praga abans de tornar a Ginebra, on va romandre fins al 1940. El seu interès pel dret internacional es concentraria especialment en els escrits de Kelsen sobre crims de guerra internacionals. en els quals redoblaria els seus esforços després de la seva sortida cap als Estats Units.

### Hans Kelsen i els seus anys als Estats Units després del 1940
El 1940, a l'edat de 58 anys, ell i la seva família van fugir d'Europa en l'últim viatge del SS Washington, i es van embarcar l'1 de juny a Lisboa]. Es va traslladar als Estats Units i va donar les prestigioses Oliver Wendell Holmes Lectures a la Harvard Law School el 1942. Va rebre el suport de Roscoe Pound per a una càrrec a la facultat de Harvard, però tingué l'oposició de Lon Fuller a la facultat de Harvard abans de convertir-se en professor a temps complet al Departament de Ciències Polítiques de la Universitat de Califòrnia a Berkeley el 1945, on hi romandria fent classes fins al 1957.
Kelsen defensava una posició de diferenciació de la definició filosòfica de la justícia, ja que és separable de l'aplicació del dret positiu.
En la seva oposició, Fuller va dir
| « | Comparteixo l'opinió de Jerome Hall, evidenciada en aquests excel·lents Readings, que la jurisprudència hauria de començar amb la justícia. Situo aquesta preferència no pas per motius exhortatoris, sinó per una creença que fins que no s'hagi lluitat amb el problema de la justícia no es poden entendre veritablement les altres qüestions de la jurisprudència: per exemple, Kelsen exclou la justícia dels seus estudis (del dret pràctic) perquè és un "ideal irracional" i, per tant, "no subjecte a la cognició". Tota l'estructura de la seva teoria deriva d'aquesta exclusió. Per tant, el significat de la seva teoria només es pot entendre quan hem sotmès a l'escrutini crític la seva base clau de la negació. | » |

Lon Fuller considerava que la posició jurídica natural que defensava contra Kelsen era incompatible amb la dedicació de Kelsen a l'ús responsable del dret positiu i de la ciència del dret. Durant els anys següents, Kelsen va tractar cada vegada més temes de dret internacional i institucions internacionals com les Nacions Unides. El 1953-54 va ser professor visitant de dret internacional al Naval War College dels Estats Units.
Una altra part de l'herència pràctica de Kelsen, tal com va deixar escrit, fou la influència que van tenir els seus escrits de la dècada de 1930 i principis de la dècada de 1940 sobre els nombrosos (i sense precedents) processaments de líders polítics i caps militars al final de la Segona Guerra Mundial a Nuremberg i Tòquio, que produïren condemnes en més de mil casos de crims de guerra. Per a Kelsen, els judicis van ser la culminació d'uns quinze anys d'investigació que havia dedicat a aquest tema, que va començar encara en els seus anys europeus i que va continuar amb el seu cèlebre assaig, "Will the Judgment In the Nuremberg Trial Constitute a Precedent In International Law?," publicat a The International Law Quarterly el 1947. Fou precedit pel seu assaig de 1943 Collective and Individual Responsibility in International Law with Particular Regard to Punishment of War Criminals, 31 California Law Review, pàg. 530, i el 1944 pel seu assaig The Rule Against Ex Post Facto and the Prosecution of the Axis War Criminals, que va aparèixer a The Judge Advocate Journal, número 8.
A la seva obra del 1948 Collective and Individual Responsibility for Acts of State in International Law, publicada al Jewish Yearbook of International Law, Kelsen va presentar les seves reflexions sobre la distinció entre la doctrina del respondeat superior i els actes de la doctrina estatal quan s'utilitzaven com a defensa durant la persecució dels crims de guerra. A la pàgina 228 de l'assaig, Kelsen assenyala que
| « | els actes d'Estat són actes d'individus realitzats per ells en la seva condició d'òrgans de l'Estat, especialment per l'òrgan que es diu Govern de l'Estat. Aquests actes són realitzats per individus que pertanyen al Govern, com a cap d'Estat, o com a membres del gabinet, o són actes realitzats sota el seu comandament o amb l'autorització del Govern. | » |

Yoram Dinstein, de la Universitat hebrea de Jerusalem, ha fet una excepció a la formulació de Kelsen en el seu llibre The Defense of 'Obedience to Superior Orders' in International Law, que tracta de l'atribució específica d'actes d'Estat a Kelsen.
Poc després de l'inici de la redacció de la Carta de les Nacions Unides el 25 d'abril de 1945 a San Francisco, Kelsen va començar a escriure el seu extens tractat de 700 pàgines sobre les Nacions Unides de 700 com a professor recentment nomenat a la Universitat de Califòrnia a Berkeley (The Law of the United Nations, Nova York 1950). El 1952 també va publicar el seu llarg llibre d'estudi sobre el dret internacional titulat Principles of International Law en anglès, i reimprès el 1966. El 1955, Kelsen va recórrer a un assaig de 100 pàgines, "Foundations of Democracy", per a la destacada revista de filosofia Ethics; escrit al punt culminant de les tensions de la Guerra Freda, expressava un apassionat compromís amb el model occidental de democràcia sobre les formes de govern soviètica i nacionalsocialista.

Aquest assaig de 1955 sobre democràcia de Kelsen també va ser important per resumir la seva postura crítica cap al llibre sobre política de 1954 del seu antic alumne a Europa Eric Voegelin. Després d'això, al llibre de Kelsen titulat A New Science of Politics, publicat per primer cop el 1956 Kelsen va enumerar una crítica punt a punt de l'excessiu idealisme i la ideologia que considerava predominant en el llibre de Voegelin sobre política. Aquest intercanvi i debat s'ha documentat a l'apèndix del llibre de Barry Cooper titulat Eric Voegelin and the Foundations of Modern Political Science L'altre llibre de Kelsen, que defensava la seva posició realista pel que fa a la separació de l'estat i la religió, a diferència de la posició de Voegelin sobre aquest tema, es va publicar pòstumament sota el títol Secular Religion. L'objectiu de Kelsen era, en part, salvaguardar la importància de la separació responsable de l'estat i de la religió per a aquells que simpatitzaven amb la religió i es preocupaven per aquesta separació. Després del llibre de Kelsen de 1956, el 1957 aparegué una col·lecció d'assaigs sobre justícia, dret i política, la majoria d'ells publicats anteriorment en anglès. Originalment havia estat publicat en alemany el 1953.
Kelsen va ser acceptat per Àustria a l'Acadèmia Austríaca de Ciències després de 1945 i fou oficialment homenatjat, però no convidat a tornar a Viena.
Kelsen va morir a causa d'una aturada cardíaca el 19 d'abril de 1973 al matí a les 11 del matí. Incinerat a petició pròpia, les seves cendres es van dispersar al Pacífic.

## Principals camps d'activitat de Kelsen

### Visió general
Kelsen, que era filosòficament proper al neokantisme de Marburg, va ser el fundador de la teoria pura del dret, amb la qual va col·locar el positivisme jurídic en una nova base teòrica. La seva justícia constitucional fou un exemple a tot Europa. Va rebre onze doctorats honoris causa (Utrecht, Harvard, Chicago, Ciutat de Mèxic, Berkeley. Salamanca, FU Berlín, Viena, The New School de Nova York, La Sorbona de París, Salzburg) per la seva trajectòria vital.
Els antípodes espirituals eren Carl Schmitt, Hermann Heller o Rudolf Smend, que tenien un coneixement jurídic més sociològic, de vegades també anomenat "humanitats", alemany: geisteswissenschaftlich
Una preocupació central de Kelsen va ser la defensa de la llibertat, especialment de la llibertat espiritual, contra qualsevol forma d'opressió. Aquestes idees del filòsof jurídic crític ideològic i democràtic van trobar expressió en la seva obra clàssica Staatsform und Weltanschauung ("Forma d'estat i visió") i en l'assaig Verteidigung der Demokratie ("Defensa de la democràcia").

### Teoria del dret
Hans Kelsen va ser descrit per Horst Dreier com el "jurista del segle XX". De fet, la seva recerca d'una anàlisi formal del dret va influir en els països de parla alemanya. Aquí, Kelsen va adoptar una posició merament formal, que ja va elaborar a Hauptprobleme der Staatsrechtslehre. A partir de Georg Jellinek, va entendre l'Estat per primera vegada ja no a partir de les categories sociològicament reals "estat de les persones, territori estatal i poder de l'Estat". Kelsen veia l'estat més aviat com el conjunt de punts legals. Per tant, la principal característica de l'Estat basada en Kant és l'existència d'un ordre legal objectiu.
Les normes legals individuals estan condicionades per un nivell més alt de disposició legal a la piràmide normativa desenvolupada per Adolf Merkl, i cada norma jurídica, al seu torn, provoca l'aparició d'una norma de rang inferior (construcció gradual del sistema legal). Això, però, condueix a una regressió infinita, ja que cada norma hauria de ser més gran. Per solucionar aquest problema, Kelsen va introduir la hipòtesi anomenada Grundnorm (traduïble per "norma bàsica").
Kelsen va adaptar i va assimilar gran part de l'aproximació de Merkl a la seva pròpia presentació de la Teoria pura del dret, tant en la seva versió original (1934) com en la seva versió revisada (1960). Per a Kelsen, la importància de la Grundnorm era en gran manera doble, ja que indicava de manera important la regressió lògica de les relacions superiors entre normes, atès que conduïen a la norma que, finalment, no tindria cap altra norma respecte la qual fos inferior. La seva segona característica era que representava la importància que Kelsen associava al concepte d'un ordre jurídic totalment centralitzat, en contrast amb l'existència de formes descentralitzades de govern i de representació d'ordres legals.
La Grundnorm hipotètica serveix com a requisit lògic transcendental per garantir la unitat d'un sistema legal. Una norma només és part d'un ordre legal si es pot reduir a aquesta norma bàsica. Originalment, Kelsen deia que la norma bàsica era una hipòtesi, però més tard va veure en ella una ficció. L'ordenament jurídic és una successió esglaonada de normes que recolzen unes damunt altres; però el conjunt no se sosté sobre cap situació de fet –sobre cap «ésser»–, sinó sobre una norma suprema i bàsica (Grundnorm), que ja no depèn de, ni es funda en, cap acte de voluntat positiva del legislador, sinó que és anterior a ell de la mateixa forma que ho és a tot l'ordenament jurídic: no és una norma que s'imposa positivament, sinó que es pressuposa formalment; per ella el subjecte del dret accepta la primera de les normes positives de tota la sèrie de normes; la constitució, tanmateix, només existeix, no ja per la força d'una altra norma, sinó per la prèvia acceptació del caràcter normatiu, o coercitiu, de la llei.
Kelsen va posar gran èmfasi en la distinció entre les categories Sollen ("Haver d'ésser") i Sein ("Ésser")
Només pel fet que alguna cosa és, no es pot concloure que hauria de ser així. Són, doncs, diferents categories de pensament en el sentit d'Immanuel Kant. Les normes pertanyen a l'àrea de la sol·licitud. La seva existència específica es diu validesa. Una norma només pot obtenir la seva validesa d'una altra - norma superior, mai d'un simple fet (com el poder).
Quant a la jurisprudència, segons Kelsen, són exclusivament normes legals. Per descomptat, hi ha altres sistemes de normes com el costum i la moral; aquest últim, però, és el tema de l'ètica, que tracta de les normes de la moral. En el seu relat de la llei actual, el jurista no ha d'examinar si una norma segons determinats conceptes morals sembla justa o injusta. Aquesta seria una barreja poc fiable de diferents sistemes de normes i contradiria la demanda de puresa de la llei.
La característica del sistema de Kelsen és que es torna contra el "dret natural" per raons metodològiques. La "llei natural" és un sistema de principis jurídics en què la naturalesa constant de l'home com a ésser racional deriva de la naturalesa de les coses, per la qual cosa tant l'origen com la validesa són independents de l'acció humana, de manera que estan per sobre de l'ordre legal positiu. Són capaces de dur a terme una existència independent.
En aquest context, sorgeix la qüestió de quina és la norma bàsica hipotètica que no sigui la llei natural o una norma de la naturalesa de la cosa.
No obstant això, Kelsen també va reconèixer que els problemes ètics i sociològics tenen un paper important en el disseny i la producció legal.

#### «Cop d'estat» kelsenià
Durant el judici al procés independentista català, la Fiscalia va plantejar que a Catalunya s'havia produït un «cop d'estat» en sentit kelsenià. En l'ideari de Kelsen, expressat a la seva Teoria pura del dret, "una revolució [cop d'estat] es fa quan l'ordre jurídic d'una comunitat és anul·lat i substituït en forma il·legítima per un de nou"."La revolució -en sentit ampli, que inclou el cop d'Estat- és tota modificació de la Constitució o tot canvi o substitució de Constitució que no són legítims, és a dir que no es produeixen seguint el que disposa la Constitució en vigor".
Tanmateix, segons assenyala Jorge Cagiao y Conde, professor de la Universitat de Tours, aquesta afirmació topa amb el fet que Kelsen afirma que aquest canvi ha de ser efectiu El que importa, doncs, és si es té la capacitat de fer que el Dret sigui Dret (vàlid), i tingui eficàcia. I, de fet, això val tant per al Dret com per a qualsevol canvi (parcial o total) que s'introdueixi (o es pretengui introduir) en ell: ha de ser efectiu, tenir validesa, si no, no és Dret.
Cagiao considera que la lectura dels fiscals del Suprem passa per alt un punt clau en la concepció del mateix Kelsen: "Saber si els polítics independentistes tenien mitjans o capacitat per provocar un canvi revolucionari de l'ordre constitucional espanyol a Catalunya". Per al professor de Tours, "sense aquests mitjans, sense aquesta capacitat, no es pot parlar de validesa i eficàcia del nou ordre jurídic en sentit kelsenià". En la seva opinió, no hi havia mitjans per imposar aquest nou ordre jurídic, per la qual cosa la teoria del «cop d'estat kelsenià» quedaria desacreditada.

### Sociologia

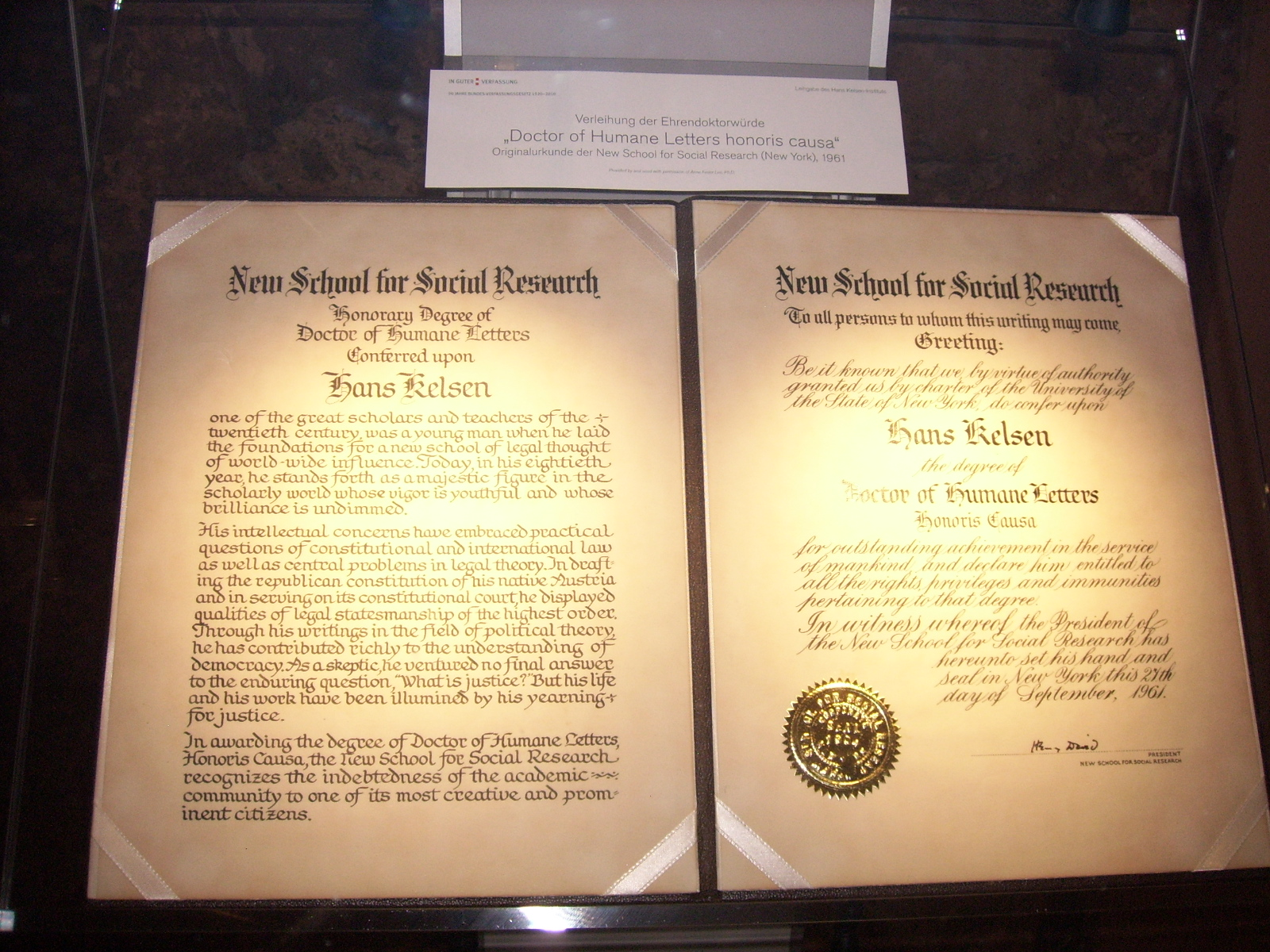
Hans Kelsen va rebre diversos doctorats honoris causa, incloent-hi un de la „New School for Social Research“

En el camp de la sociologia, sobretot, cal esmentar la seva correspondència amb Eugen Ehrlich (debat de Kelsen-Ehrlich), en la qual el positivisme jurídic de Kelsen compleix el concepte de dret d'Ehrlich, que contraresta la jurisprudència conceptual, llavors dominant, a través d'una connexió més forta amb la realitat legal. Kelsen feia una separació, en aquesta discussió, entre sociologia i dret. La separació estricta es basa en el fet que la sociologia és tant una ciència de l'ésser, com ara les matemàtiques, com qualsevol altra ciència. Aquestes ciències tenen en comú que fan declaracions sobre alguna cosa que és accessible a la prova i, per tant, es pot determinar com a veritable o falsa. Tanmateix, la jurisprudència és una ciència teòrica, les declaracions de la qual no es poden verificar ni falsificar. Això es deu al fet que la llei fa declaracions sobre si alguna cosa ha de ser, si cal fer alguna cosa, fer, tolerar o ometre. Aquestes declaracions només poden ser vàlides o no vàlides. La seva obra més important en aquest camp, però, és Der soziologische und der juristische Staatsbegriff  ("El concepte sociològic i legal de l'estat") de 1922.

### Teoria política
El propi Kelsen va ser un defensor de la democràcia, tot i que no va dubtar a exposar les seves debilitats, per exemple, en el seu memoràndum sobre la naturalesa i el valor de la democràcia, publicat per primera vegada el 1920. La democràcia és l'única forma d'estat que nodreix fins i tot el pitjor enemic amb el seu pit.
També el 1920, l'exploració del marxisme de Kelsen es va publicar sota el títol Sozialismus und Staat: eine Untersuchung zur politischen Theorie des Marxismus ("Socialisme i Estat: una investigació sobre la teoria política del marxisme"). Per a Kelsen el socialisme només era possible a través de l'Estat, però no sense l'Estat. Així doncs, va donar preferència a la idea de Ferdinand Lassalle del socialisme d'estat sobre la teoria marxista.

### Dret constitucional
Kelsen és considerat amb raó com el fundador del modern tribunal constitucional. Tot i que és àmpliament considerat el creador de la Constitució federal austríaca de 1920, només va treballar en el camp de la jurisdicció constitucional (control de constitucionalitat). La idea bàsica era que l'acte legislatiu (Rechtsschöpfungsakte) revisat en darrera instància per un tribunal fos de jurisdicció especialitzada. Això permetria una aplicació uniforme de la llei i contrarestar qualsevol fragmentació legal. Que la teoria de Kelsen no s'imposés plenament a la pràctica, queda palès amb la disputa de la jurisdicció especialitzada amb el Tribunal Constitucional austríac, en què Kelsen era jutge, sobre la interpretació de les condicions per a un divorci. Mentre que Kelsen i el Tribunal Constitucional estaven convençuts que un divorci efectiu ja estava present en un decret estatal de divorci, els tribunals especialitzats van insistir que això requeria un acte eclesiàstic. El resultat va ser que Kelsen va renunciar al seu càrrec de jutge i va deixar Viena.
A Colònia, Kelsen va conèixer Carl Schmitt i va respondre a la seva visió de l'estat amb l'obra Wer soll der Hüter der Verfassung sein ("Qui hauria de ser el guardià de la Constitució"). Schmitt va propagar el sistema de poder absolut amb la tesi "El sobirà és qui decideix sobre l'estat d'emergència". Kelsen hi va oposar el principi de la jurisdicció constitucional.
En el curs de la Gleichschaltung, es va demanar a Kelsen que abandonés la Universitat de Colònia. Una petició, signada per tot el professorat de dret de Colònia, a excepció de Carl Schmitt, no va tenir èxit.

### Dret internacional

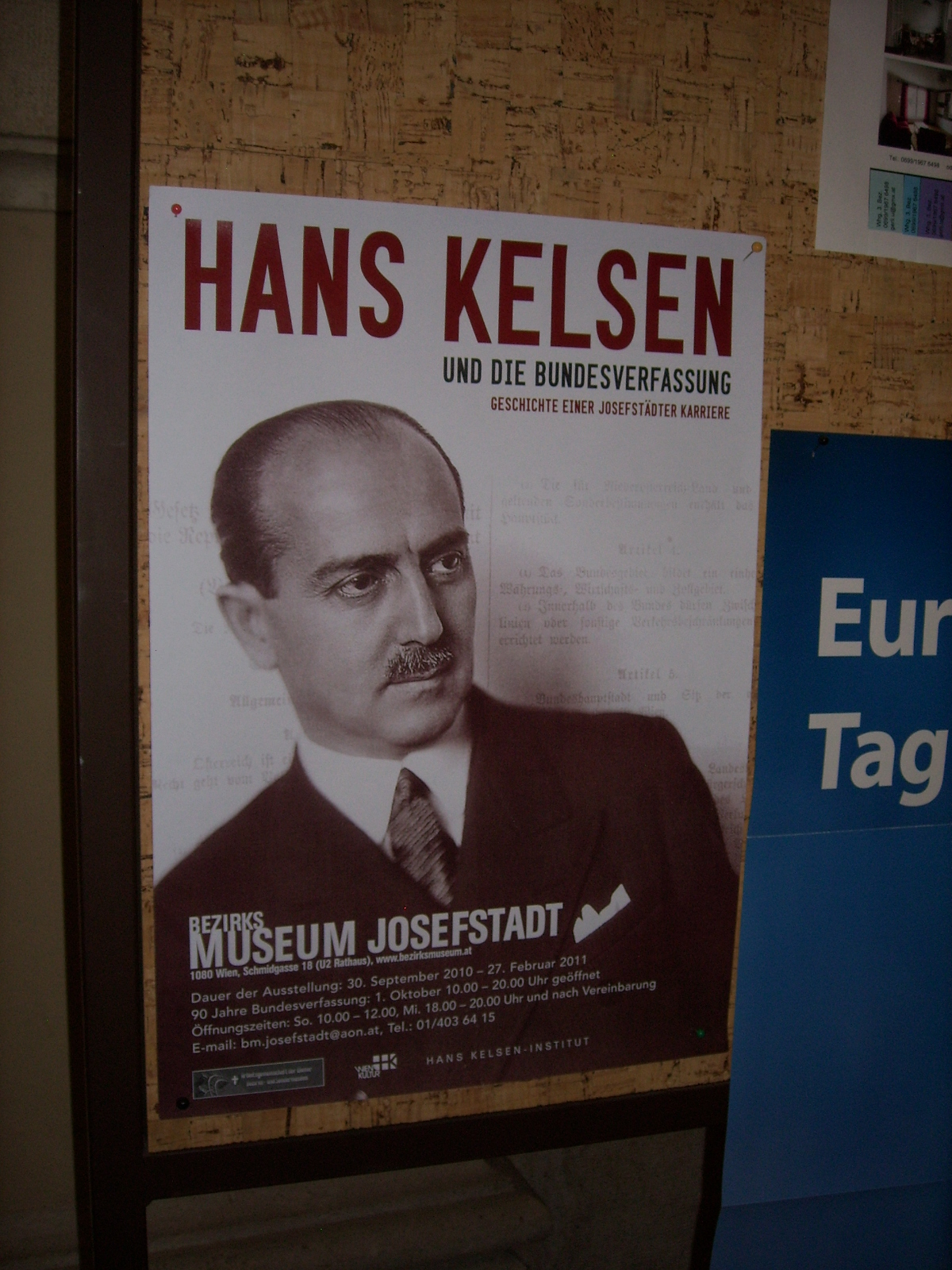
Cartell de l'exposició "Hans Kelsen i la Constitució Federal" al museu del districte Josefstadt 2010.

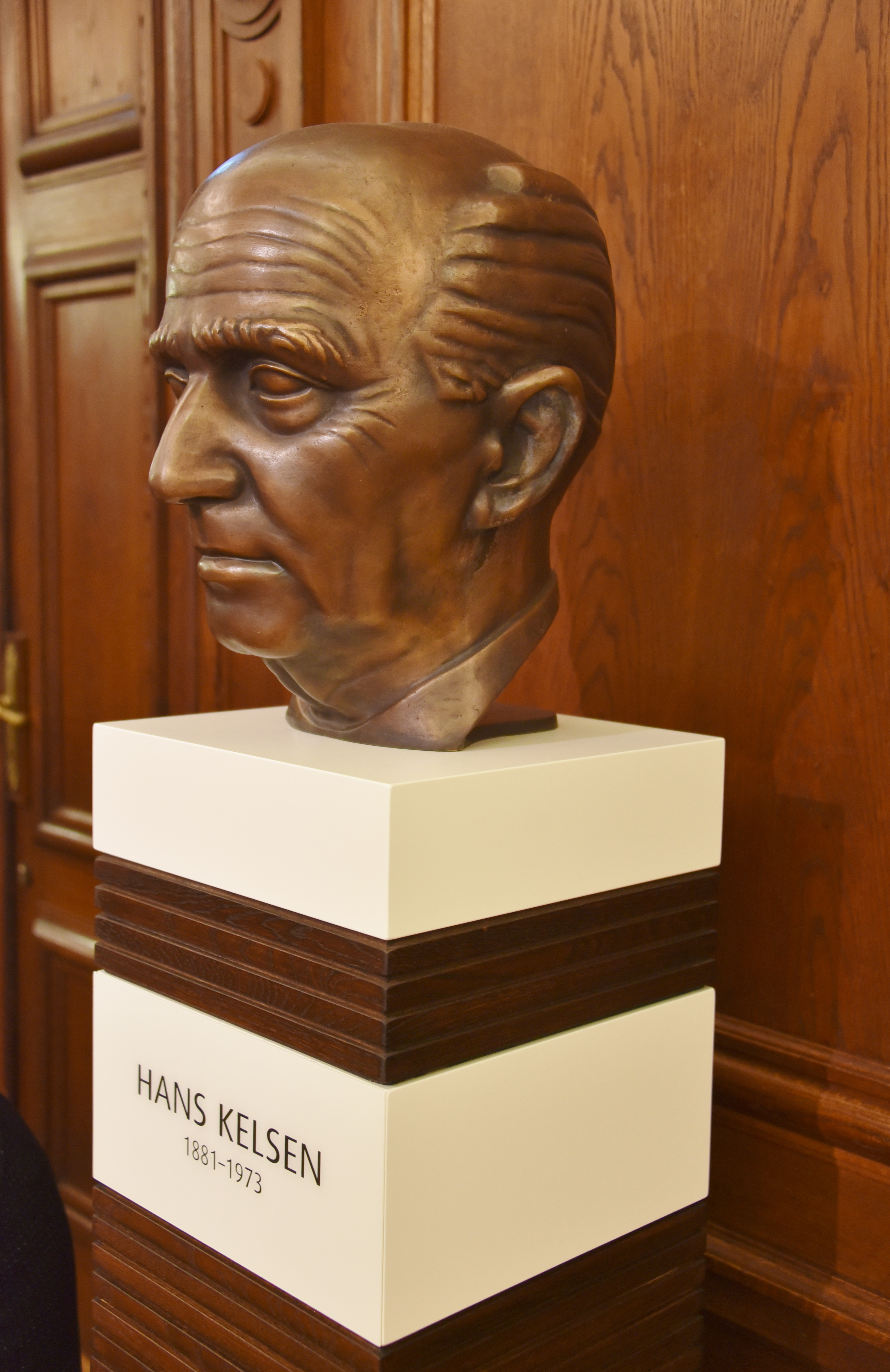
Bust de Kelsens al Tribunal Constitucional austríac

Les consideracions teòrico-legals per a la construcció aplicada en l'estatus de les Quatre Potències així com la rendició incondicional de la Wehrmacht tornen a l'obra de Kelsen.
Ja en el transcurs de la Segona Guerra Mundial, els aliats eren conscients que en el cas de l'ocupació militar d'Alemanya ja no trobarien un govern capaç d'actuar. Per tant, els aliats van assumir les tasques del derrotat Reich alemany com a subjecte de dret estatal i internacional en el seu conjunt, sense apropiar-se'n.
Durant el seu temps a Berkeley, Kelsen estigué més involucrat en aplicar la seva teoria de les normes al dret internacional. Per exemple, va escriure un comentari sobre el dret de les Nacions Unides que encara avui és àmpliament vàlid.

## Reconeixements i investigació

### Premis (selecció)
- 1938: Membre honorari de la Societat Americana de Dret Internacional.
- 1953: Premi Karl-Renner.[46][47][48]
- 1960: Premi Internacional Antonio Feltrinelli.
- 1961: Gran Creu de Mèrit amb estrella de la República Federal d'Alemanya.
- 1961: Medalla per a les ciències i les arts (Àustria).
- 1961 Doctor honoris causa per la Universitat de Viena.[49]
- 1966: Anell d'honor de la ciutat de Viena.
- 1967: Gran medalla de plata amb estrella pels serveis a la República d'Àustria
- 1967: Doctor honoris causa per la Universitat de Salzburg.
- El 1981, un carrer de Viena fou batejat amb el nom de Kelsenstraße en honor seu.

### Institut Hans Kelsen i Centre de Recerca Hans Kelsen
Amb motiu del 90è aniversari de Hans Kelsen, el govern federal austríac va decidir, el 14 de setembre de 1971, constituir una fundació anomenada "Hans Kelsen-Institut". L'institut va començar a operar el 1972; La seva tasca és documentar, informar i promoure la penetració, la continuïtat i el desenvolupament de la doctrina pura del dret i la seva ressonància científica al país i a l'estranger. Amb aquesta finalitat, l'editorial Manz publica la seva pròpia sèrie de publicacions en què s'han publicat fins ara 33 volums. L'Institut gestiona els drets de propietat intel·lectual de Kelsen quant a les seves publicacions i en conserva la seva propietat científica, de la qual s'han publicat i continuen publicant-se escrits pòstums (com ara l'obra del 1979 Allgemeine Theorie der Normen).
Com a directors generals de l'Institut Hans Kelsen de 1972 es van nomenar Kurt Ringhofer i Robert Walter, que van ocupar aquest càrrec fins a la seva mort el 1993 i el 2010, respectivament. Els directors actuals són Clemens Jabloner (des de 1993) i Thomas Olechowski (des del 2011).
El 2006 es va fundar el "Centre de Recerca Hans Kelsen" a la Universitat d'Erlangen-Nuremberg sota la direcció de Matthias Jestaedt. Després del seu nomenament a la Universitat de Friburg de Brisgòvia el 2011, el centre de recerca també es va traslladar allà. En col·laboració amb l'Institut Hans Kelsen, el Centre de Recerca Hans Kelsen publica una edició històrica-crítica completa de les obres de Kelsen mitjançant l'editorial Mohr Siebeck.

## Obres (selecció)
- Die Staatslehre des Dante Alighieri. Deuticke, Viena / Leipzig 1905.
- Hauptprobleme der Staatsrechtslehre, entwickelt aus der Lehre vom Rechtssatze. Mohr, Tübingen 1911, 2a edició impresa fotomecànicament a un prefaci de l'edició de 1923.
- Vom Wesen und Wert der Demokratie Mohr, Tübingen 1920; 2., 2a edició revisada i ampliada 1929; Reimpressió de la 2a edició: Scientia, Aalen 1981, ISBN 3-511-00058-0.
- Sozialismus und Staat: Eine Untersuchung der politischen Theorie des Marxismus. Hirschfeld, 3a edició: Viena Volksbuchhandlung, Viena, 1965.
- Österreichisches Staatsrecht: Ein Grundriss entwicklungsgeschichtlich dargestellt. Mohr, Tübingen 1923.
- Allgemeine Staatslehre. Springer, Berlín 1925.
- Die philosophischen Grundlagen der Naturrechtslehre und des Rechtspositivismus. R. Heise, Charlottenburg 1928.
- Wer soll der Hüter der Verfassung sein? W. Rothschild, Berlin-Grunewald 1931.
- Staatsform und Weltanschauung J.C.B. Mohr. Tübingen, 1933.
- Reine Rechtslehre: Einleitung in die rechtswissenschaftliche Problematik. Deuticke, Leipzig / Viena, 1934; 2a edició completament revisada i ampliada: Deuticke, Viena, 1960.
- Vergeltung und Kausalität: Eine soziologische Untersuchung. W. P. van Stockum, La Haia (1941).
- General Theory of Law and State. Harvard University Press, Cambridge 1945.
- Society and Nature: A Sociological Inquiry. Kegan Paul, Londres 1946.
- The Law of the United Nations: a critical analysis of its fundamental problems. Stevens, Londres 1950.
- Was ist Gerechtigkeit? Deuticke, Viena 1953.
- Principles of International Law., Rinehart, Nova York, 1952; 2a edició de 1966.
- Allgemeine Theorie der Normen. Encarregada per l'Institut Hans-Kelsen-Instituts i editada per Kurt Ringhofer i Robert Walter. Manz, Viena, 1979.
- Verteidigung der Demokratie: Abhandlungen zur Demokratietheorie. Editor: Mohr Siebeck, 2006. ISBN 3161488466 ISBN 9783161488467
- Werke. Editat per Matthias Jestaedt. En cooperació amb l'Institut Hans Kelsen. Mohr Siebeck, Tübingen 2007 ff., ISBN 978-3-16-149420-8.